# رون روثستاين
رون روثستاين (بالإنجليزية: Ron Rothstein)‏ مواليد 27 ديسمبر 1942 في برونكسفيل، هو مدرب كرة سلة أمريكي ولاعب سابق. فاز بلقب دوري إن بي إيه.

## إحصائيات المسيرة
| الفريق          | السنة   | G   | W  | L   | W–L% | النهاية | PG | PW | PL | PW–L% | النتيجة                  |
| --------------- | ------- | --- | -- | --- | ---- | ------- | -- | -- | -- | ----- | ------------------------ |
| ميامي هيت       | 1988–89 | 82  | 15 | 67  | .183 | 6       | —  | —  | —  | —     | غاب عن الأدوار الإقصائية |
| ميامي هيت       | 1989–90 | 82  | 18 | 64  | .220 | 5       | —  | —  | —  | —     | غاب عن الأدوار الإقصائية |
| ميامي هيت       | 1990–91 | 82  | 24 | 58  | .293 | 7       | —  | —  | —  | —     | غاب عن الأدوار الإقصائية |
| ديترويت بيستونز | 1992–93 | 82  | 40 | 42  | .488 | 6       | —  | —  | —  | —     | غاب عن الأدوار الإقصائية |
| المسيرة         |         | 328 | 97 | 231 | .296 |         | —  | —  | —  | —     |                          |

## روابط خارجية
- رون روثستاين على موقع كلية كرة السلة في سبورتس رفرنس.كوم (الإنجليزية)
- رون روثستاين على موقع سبورتس رفرنس (الإنجليزية)
- رون روثستاين على موقع سبورتس رفرنس (الإنجليزية)